# Zakochane kobiety (film 1969)
Zakochane kobiety (ang. Women in Love, 1969) – brytyjski melodramat w reżyserii Kena Russella opowiadający historię związku kobiet i mężczyzn w latach dwudziestych dwudziestego wieku. Scenariusz filmu oparto na powieści Zakochane kobiety autorstwa D.H. Lawrence'a.
Glenda Jackson, odtwórczyni głównej roli otrzymała za swoją grę Oscara dla najlepszej aktorki pierwszoplanowej oraz nominacje do Złotego Globu oraz nagrody BAFTA. Ponadto film był nominowany w 11. kategoriach do BAFTY i otrzymał Złoty Glob dla najlepszego filmu zagranicznego.

## Produkcja
Zdjęcia do filmu kręcono w Anglii i Szwajcarii w następujących lokalizacjach:
- miejscowości Matlock i Elvaston, posiadłość Kedleston Hall oraz arboretum w Derby (hrabstwo Derbyshire);
- Bedlington (Northumberland) - sceny w kopalni;
- Gateshead (Tyne and Wear) - miejsce spaceru Gudrun;
- Zermatt u stóp szczytu Matterhorn (kanton Valais) - miejsce szwajcarskiego wypoczynku obydwu filmowych par[1].

## Opis fabuły
Górnicze miasteczko Bedlover, lata 20. Gundrun Brangwen jest zdolną rzeźbiarką; związana jest z synem przedsiębiorcy Geraldem Crichem. Jej siostra, nauczycielka Ursula zakochuje się z kolei w szkolnym kuratorze Rupercie. Ten natomiast próbuje uwieść Geralda. Tym sposobem powstaje skomplikowany czworokąt.

## Obsada
- Alan Bates jako Rupert Birkin
- Oliver Reed jako Gerald Crich
- Glenda Jackson jako Gudrun Brangwen
- Jennie Linden jako Ursula Brangwen
- Eleanor Bron jako Hermione Roddice
- Alan Webb jako Thomas Crich
- Vladek Sheybal jako Loerke
- Catherine Willmer jako pani Crich
- Phoebe Nicholls jako Winifred Crich

i inni